# Fairuz
Para la localidad, véase Feiruzy.
Fairuz (en árabe: فيروز  ), también escrito como Fairouz o Fayrouz, es una famosa cantante y actriz libanesa, considerada por sus admiradores como una leyenda viviente. Su nombre de nacimiento es Nuhad Haddad نهاد حداد. Sus seguidores la llaman: La embajadora de las estrellas, La Embajadora de los árabes, Vecina de la Luna y La voz de los ángeles. Además es la cantante viva más famosa y querida de todo el Mundo Árabe.

## Biografía

### 1935-1950
Nuhad Haddad, más tarde conocida como Fairuz, nació el 21 de noviembre de 1935 en una modesta familia aramea  de religión sirio ortodoxa. Wadi Haddad (padre de Fairuz) era originario de la ciudad de Mardin (hoy Turquía) y se estableció en el Líbano después de casarse con Lisa al-Bustani, madre de Fairuz, libanesa maronita. La familia se mudó al barrio de Zuqaq al-Blatt en Beirut, residiendo en una sola habitación de una típica casa de piedra frente a la escuela del Patriarcado libanés. Wadi trabajaba en una imprenta cercana y Lisa como ama de casa se hizo cargo de sus cuatro hijos: Nuhad, Yusef, Huda y Amal.

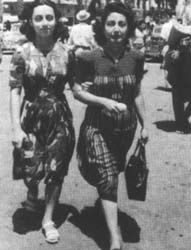
Fairuz (Nouhad Haddad) Junto con su madre Lisa al-Bustani en Beirut 1945.

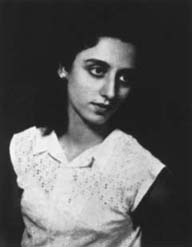
Fairuz 1946.

Nuhad era una niña tímida que no tenía muchos amigos en la escuela. Estaba muy apegada a su abuela que vivía en Debbiyye, una aldea en las montañas del Líbano en la que solía veranear. Nuhad adoraba la simple vida de la aldea. Durante el día, ella ayudaba a su abuela con las tareas domésticas donde solía cantar mientras las realizaba. Por las noches, Nouhad se sentaba a la luz de las velas junto a su abuela, para que le contara historias de su viaje a los Estados Unidos.
A la edad de 10 años, Nouhad ya era reconocida en su escuela por su hermosa voz. Le gustaba cantar con regularidad durante los festivales y las vacaciones escolares. En febrero de 1950, en uno de los festivales escolares capturó la atención de Mohammed Fleifel, un conocido músico y profesor del Conservatorio de música del Líbano, quien se encontraba entre los espectadores. Él estaba muy impresionado por su voz y su rendimiento y le aconsejó inscribirse en el conservatorio. Al principio el padre se mostró reacio de enviar a su hija al conservatorio, sin embargo dejó a Nouhad asistir a las clases en el conservatorio con una sola condición, que la acompañara su hermano.
Mohammed Fleifel cuidó y preparó la voz de Nouhad de una forma paternal, en la práctica él le enseñó la recitación de los versos del Corán (Estilo conocido como Tajweed). Un día, un destacado músico libanés y jefe del departamento de música en la emisora de radio del Líbano Halim El Roumi (el padre de la famosa cantante Majida El Roumi) pasó a escuchar cantar a Nouhad. Quedó profundamente impresionado por su voz y observó que había una rara flexibilidad que le permitía cantar tanto temas orientales como occidentales admirablemente. Desde ese momento Halim El Roumi nombró a Nouhad como una de las cantantes del coro en la estación de radio de Beirut y compuso varias canciones para ella. Es ahí cuando comienza a llamarla “Fairuz”, que en árabe significa "turquesa".

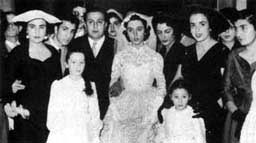
Casamiento de Fairuz junto a Assi Rahbani rodeada con su familia en 1955.

Un par de meses más tarde, Fairuz fue presentada a los hermanos Rahbani, Assi y Mansour, quienes también trabajaban en la estación de radio como músicos. La química fue instantánea, y poco después, Assi empezó a componer canciones para Fairuz, una de los cuales fue “Itab” (la tercera canción que compuso para ella), que fue un éxito inmediato en todo el mundo árabe y establece a Fairuz como una de las más importantes cantantes en la escena musical árabe. Assi y Fairuz contraen matrimonio el 23 de enero de 1955 y Fairuz, posteriormente, se convierte a la ortodoxia griega (Religión de Assi).
Fairuz tuvo cuatro hijos: Ziad, (músico y compositor), Layal (quien murió en 1987 de un accidente cerebrovascular), Hali (quien quedó paralizada desde la infancia a causa de meningitis) y Rima, (fotógrafa y directora de cine).
Las primeras obras de Fairuz y de los hermanos Rahbanis fueron innovadoras mezclas de los modos orientales y extranjeros (sobre todo de América del Sur cuya música estaba influenciada por Eduardo Bianco), la que combina distintos tonos vocales de Fairuz con la música poética e ingeniosa de Assi en las que expresan el amor y la nostalgia de la vida en las aldeas libanesas.
Fairuz llevó a cabo el primer concierto a gran escala en 1957 como parte del Festival Internacional de Baalbek, patrocinado por el presidente libanés Camille Chamoun. Realizó Musicales y operetas agotando todas las localidades durante años, estableciéndose indiscutiblemente como la cantante más amada del Líbano y como una de las cantantes más populares del mundo árabe ya que su estilo jamás se había visto en todo el mundo árabe.

### 1960
Fairuz se convirtió en la “Primera Dama del canto libanés”, durante la década de 1960. En ese período, los hermanos Rahbani habían escrito y compuesto cientos de sus más famosas canciones, la mayor parte de sus operetas, y 3 películas. En 1969 siendo muy popular la música de Fairuz se prohibió en las estaciones de radio del Líbano durante seis meses por orden del gobierno libanés porque se negó a cantar en un concierto privado en honor del presidente argelino Houari Boumédienne durante su visita al Líbano. A pesar de ello la popularidad de Fairuz aumentó aún más ya que ella dejó claro que no canta para una sola persona ya sea rey o presidente, ella siempre cantará para el pueblo.

### 1970

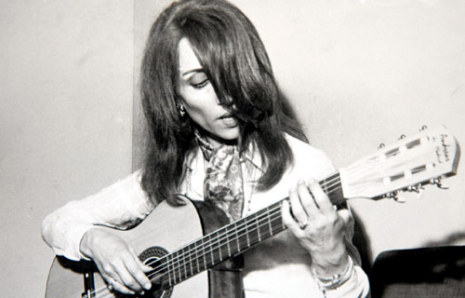
Fairuz en los años 1970

En 1971, Fairuz logra ser internacionalmente famosa después de su gira por América del Norte y América Latina, siendo recibida con mucho entusiasmo por los inmigrantes de los países árabes. Muchos consideran que la década de 1970 como la fase más importante de su carrera ya que contaba con el máximo potencial de su voz, así como la abundancia en la producción musical de los hermanos Rahbani.
Durante la guerra civil libanesa (1975-1990), Fairuz nunca intentó abandonar el Líbano para vivir en el extranjero como lo hicieron muchos libaneses, aunque no realizó ningún concierto más en su país con la excepción de la opereta "Petra", que se realizó en las partes occidental y oriental de la entonces dividida Beirut en 1978.
A Fairuz le dolía mucho ver a los libaneses morir en manos de extranjeros, y aún más, matarse entre ellos mismos. Por este motivo y por la destrucción que se estaba produciendo en el hermoso y próspero Líbano, Fairuz no quiso cantar más en su país.
En una entrevista publicada en octubre de 1989 por el diario estadounidense The Milwaukee Journal, ella expresó las siguientes palabras respecto del conflicto en Beirut:

«Usted está constantemente huyendo, tratando de ocultarse, buscando encontrar un rincón para esconderse.»

La cantante mantenía hogares en ambos sectores de la dividida Beirut, ninguno de ellos tenía un refugio antiaéreo. La dirección de los bombardeos determinaba en cual ella vivía. En una entrevista realizada en El Cairo en 1989, contó que una de sus casas fue alcanzada por un misil.
Sin embargo, durante ese período continuó con gran éxito las giras y conciertos internacionales.
Además nuevamente en el año 1976 se niega a cantar para el Shah de Irán
Mohammad Reza Pahlevi y tampoco acepta la petición del presidente Elías Sarkis de cantar a los reyes y jefes de estado reunidos en El Cairo.

### 1980
Se presenta en el Royal Festival Hall de Londres, batiendo el récord.
El periódico británico Daily Mail escribió:

«La taquilla fue sitiada como nunca antes, las entradas se vendían de mano en mano a más de 1000 libras en el mercado negro. Se alcanzó una cifra récord, rompiendo el récord anterior, cuando Frank Sinatra estaba en la ciudad ¿Y quién era la estrella que... lleno de ellos en la última noche? ¿Madonna? ¿Springsteen? ¿Domingo? ¿Horowitz?
No... Fairuz, la cantante femenina más aclamada del Mundo Árabe.»

Tras el divorcio artístico entre Fairouz y los hermanos Rahbani, en 1979, Fairuz comenzó a trabajar junto a su hijo, Ziad Rahbani quien era compositor, su amigo, el letrista José Harb, y el compositor Philemon Wehbe. Juntos, produjeron nuevos álbumes que fueron un enorme éxito, demostrando que Fairuz continuaba evolucionando y afirmándose como la máxima diva del canto en el Mundo Árabe.
Joseph Harb escribió para Fairuz algunas de sus mejores letras y poemas mientras que Philemon Wehbe ofreció su música atemporal puramente oriental la que era apreciada por las masas. Ziad, por el contrario, renueva el repertorio de Fairuz y muy originalmente incorpora canciones de jazz.
En el año 1985 da el que sería su último gran concierto en Siria, en el anfiteatro romano de la ciudad de Bosra, ya que hasta el 2008 no regresaría a Siria. El concierto fue considerado por varios medios como el mayor concierto dado en el Mundo Árabe, que reunió entre los espectadores sentados y los que se quedaron afuera del anfiteatro unas 150.000 personas.

### 1990
En la década de 1990, Fairuz produjo tres discos y realizó una serie de conciertos a gran escala, en particular el histórico concierto celebrado en Beirut en septiembre de 1994 para poner en marcha el renacimiento del distrito centro de la ciudad que fue arrasada por la guerra civil. En esa época grabó la canción Li Beirut, tomando como melodía el adagio del Concierto de Aranjuez del español Joaquín Rodrigo. Ella participó en el Festival Internacional de Baalbek en 1998 después de 25 años de ausencia, donde realizó los temas más destacados que se presentaron en los años 1960 y 1970.
En el año 1998 Fairuz regresó a Cartago, en Túnez, después de 30 años de ausencia, para dar un concierto ante 13 000 personas. A Fairuz se le otorgó el máximo galardón cultural en el palacio presidencial durante dicha visita. Las ganancias del concierto fueron en un 100% donadas a la caridad. Ella antes de abandonar el país, dejó el siguiente mensaje al pueblo de Túnez:

«Yo no hablo más que sobre lo que puedo hacer y hago. Si mi voz y yo podemos cambiar algo en la miseria de la gente, entonces he alcanzado mi meta. Eso me hace muy feliz. Soy la hija de la pobreza, y les hablo desde mi lugar, que es el mismo de ustedes. Es muy lindo que Túnez piense en el ser humano, es lo más importante. Espero que mi presencia y mi voz hayan colaborado en reducir el dolor de la gente.Ojala Túnez sea quien abra la puerta de otros países árabes para pensar en su gente. »

Otro gran éxito fue el masivo concierto en Las Vegas MGM Grand Garden Arena (1999), con la asistencia de más de 16.000 inmigrantes árabes, en su mayoría libaneses que acudieron a la ciudad desde todo el continente americano y de Europa. El concierto fue realizado el sábado 15 de mayo de 1999, dicho día a la vez fue proclamado oficialmente por el alcalde de la ciudad como "Fairuz Day" (Día de Fairuz) en honor a su brillante presentación y además la cantante recibió la llave de la ciudad de Las Vegas.

### 2000
Al igual que en la década de los '90, Fairuz sigue trabajando exclusivamente con su hijo Ziad Rahbani, el álbum Wala Keef, fue una de sus últimas producciones en el año 2002. Aunque ella ha dejado en claro que su arte siempre fue abierta, y tiene muchas caras, por lo que no se niega a trabajar con otros artistas, y es su mismo hijo Ziad quien la acerca a los demás artistas.
Desde entonces Fairuz ha realizado conciertos en el Festival Internacional de Beiteddine (Líbano), de 2000 a 2003, los Estados Unidos (2003), Montreal (2005), Dubái, Abu Dhabi(2006), Atenas (2007), Damasco(2008), Baréin (2009), Beirut (2010), Ámsterdam(2011), etc.
Su última presentación en Damasco, Siria (2008), causó gran controversia en el Líbano debido a la tensa relación que su país sostiene con Siria, hasta tal punto que el parlamento libanés le solicitó que suspendiera su presentación. Pero Fairuz rechazo estas presiones y fiel a sus convicciones realizó sus presentaciones programadas. Fairuz al momento de atravesar con su automóvil la frontera Siria fue recibida por 7000 seguidores los cuales gritaban su nombre dándole la bienvenida tras 20 años de ausencia en dicho país. Canales de radio, canales de televisión, los organismos de radiodifusión por satélite sirio, restaurantes, cafés y todos los periódicos se centraron en Fairuz y en su legendario regreso. Después de realizar su presentación de la obra Sah En-Naum ("Cómo amaneciste?"), ella dejó el siguiente mensaje al pueblo de Siria:

«Anoche me reuní con los jóvenes de Damasco, su presencia,   entusiasmo y sentimiento me han asegurado que Damasco no es la Capital de la Cultura solo este año, sino que seguirá siendo un ejemplo de arte, cultura y autenticidad para las generaciones futuras. »

### 2010 - Actualidad
Fairuz sigue siendo la más destacada cantante viva del Mundo Árabe. Y cronológicamente la segunda cantante árabe más aclamada, ya que la primera fue la cantante egipcia Umm Kalzum (1904-1975) hasta la década del 70.
Su último concierto del año 2010, los días 7 y 8 en Biel, Beirut reunió a más de 7000 espectadores, entre los que contaban numerosas celebridades de Medio Oriente como la cantante libanesa Najwa Karam, el actor egipcio Adel Imam, Julia Butros, entre muchos otros y una gran cantidad de diplomáticos y embajadores que no se pueden contar. El concierto fue un sueño esperado por muchos en donde la cantante interpretó entre otras las canciones de su nuevo CD 2010 titulado “Eh fi amal” (en castellano, “Si… hay esperanza”), el disco incluye canciones nuevas y de antes, compuestas por su hijo Ziad y algunas otras de los hermanos Rahbani con arreglos de Ziad, la canción central del disco de igual nombre tiene música de vals.
Durante el año 2011 dio una serie de conciertos en el mes de diciembre, en el último del día 23 de diciembre, la cantante interpretó melodías de algunos de los villancicos más famosos, que pertenecen al Disco “Fairuz in a Christmas Concert” del año 1986. Que incluye la versión árabe de Jingle Bells, en árabe "Lailit aid" (Noche de fiesta), "Talj Talj" (Nieve, nieve) compuesta por los Hermanos Rahbani, así como otras obras de Georg Friedrich Händel, Georges Bizet, Franz Xaver Gruber, etc.
Su única aparición en el 2012, fue durante el Viernes Santo, en el Monasterio de San Elías, Chouayya, Líbano.
En el transcurso del año 2013, apareció para el Viernes Santo en el Monasterio de San Juan Bautista, en la ciudad libanesa de Doma.
En diciembre del 2013 se difundió por varios medios árabes y periódicos en varios idiomas, la noticia en la que su hijo Ziad Rahbani habría afirmado que su madre tenía simpatía por el líder del grupo chiita Hezbolá, Hasan Nasrallah. Fairuz nunca hizo pública sus opiniones políticas, ni prestó atención a lo que pudiera decirse. Más bien su respuesta fue siempre "el silencio", y esta no fue la excepción, ya que ella no ha salido a dar ninguna clase de aclaración. Indirectamente la gente entendió que ella tiene el derecho de adoptar cualquier postura, ya que sea cual sea, nunca se hará pública por boca de ella.
Su única aparición durante el año 2014, fue en un video hecho en memoria de su esposo, Assi Rahbani, grabado entre los cedros de las montañas del Líbano, donde canta el Avemaría de
Schubert en árabe.
Su única aparición durante el 2015 fue el sábado 4 de abril, en un video denominado "Ifrahi Ya Bayta Aniya" (en árabe: "Regocíjate Betania"), un himno bizantino, también conocido como "Himno de la Resurrección de Lázaro", tradicional de la Iglesia Ortodoxa de Antioquía.
En diciembre de 2015, sufre un nuevo ataque mediático, cuando la revista libanesa Al-Shira, lanzaba su edición con una foto de Fairuz titulada: “Fairuz, enemiga de la gente, amante del dinero y el whisky, y conspiradora con Al-Assad” (presidente sirio). El artículo provocó la furia colectiva entre usuarios de redes sociales libanesas, personalidades prominentes, artistas, ministros de gobierno, etc. incluso algunos pidieron acciones legales contra la revista. Hashtags en Twitter titulados "Fairuz es una línea roja" se volvieron populares. La artista, inmutable e indiferente ante cualquier palabrerío, no dijo nada. Pero si lo hizo su hija, Rima, quien dijo en un comunicado publicado en su página de Facebook que los intentos de "politizar a Fairuz están condenados al fracaso".
Durante el año 2017 hizo su aparición el Domingo Santo 14 de abril, en un video que dura poco más de cinco minutos, donde canta las "Bienaventuranzas" en árabe, titulado "Fi Malakoutika" ( في ملكوتك , En tu reino celestial).
Hizo una segunda y corta aparición el día 13 de julio, presentando un fragmento hablado y cantado de una de las canciones de su nuevo álbum "Bebalee" (ببالي ,En mi mente), en este caso la canción Imagine de John Lennon cantada en árabe. El álbum fue lanzado oficialmente el día 21 de  septiembre de 2017, de las diez canciones que contiene, la mayoría son clásicos internacionales cantados en árabe gracias a la adaptación al idioma árabe de su hija Rima Rahbani. Canciones como Imagine, Bésame mucho, Comme d'habitude (conocida en español con el nombre A mi manera, de la versión estadounidense "My Way"), Pour qui veille l’étoile, No llores por mi Argentina, entre otros.
Tras las explosiones en el puerto de Beirut de 2020, el 31 de agosto del mismo año, Fairuz, hace una sorpresiva aparición pública al recibir en su propia casa al presidente francés Emmanuel Macron, quien ha manifestado que considera a la artista como un verdadero símbolo de unidad del Líbano, luego de la  guerra civil de la década de 1980. El trasfondo de esta visita del presidente Macron a la diva se basa en la búsqueda de consensos de los sectores más representativos del Líbano con el fin de proponer una reforma del sistema político del país, dejando atrás el sistema confesional para avanzar a uno laico.

## Obras teatrales
Las obras musicales o las operetas son la piedra fundamental de Fairuz, Assi y Mansour. Los hermanos Rahbani produjeron 25 obras musicales populares (20 con Fairuz) durante un período de más de 30 años. Fueron posiblemente los primeros en producir en el mundo árabe teatro musical.
Las obras combinaban ricas historias con musicales, letras poéticas, el diálogo, la ingeniosa composición musical muy distinta de las del Líbano rozando lo occidental junto con la rítmica folclórica y los modos clásicos más una orquestación magistral y la hermosa voz y talento de Fairuz hacían de ellas piezas únicas. Generalmente Fairuz desempeñaba el papel principal junto con los grandes cantantes/actores Nasri Shamseddin, Wadih Al Safi (El más destacado cantante libanés) además también participaban de las mismas Antoine Kerbaje, Elie Shouayri (Chouayri), Hoda Haddad (hermana menor de Fairuz), Siham Shammas, Georgette Sayegh y muchos otros.
Entre estas obras de gran éxito, se puede mencionar cuando la cantante personificó a la Reina Zenobia de Palmira, a la Reina de Petra o su papel en la obra dedicada al Emir Fakhr Ed-Din II El Grande, considerado por los libaneses como el "Primer Hombre del Líbano" en buscar la soberanía del país.
Estas obras son prueba suficiente del gran talento de Fairuz como cantante y actriz. Los temas tratados en las obras de los Rahbani expresaban el patriotismo, el amor no correspondido, la nostalgia de la vida en las aldeas, la comedia, el drama, la filosofía, la política contemporánea y todo lo que contiene el alma del Líbano. Las canciones interpretadas por Fairuz como parte de estas obras se han vuelto inmensamente populares entre los libaneses y los árabes de todo el mundo.

### Obras realizadas por Fairuz
- "Ayyam al Hassad" (1957) - Los Días de la Cosecha
- "Al 'Urs fi l’Qarya" (1959) - Una Boda en el Pueblo
- "Al Ba'albakiya" (1961) - La mujer de Baalbeck
- "Jisr el Amar" (1962) - El Puente de la Luna
- "'Awdet el 'Askar" (1962) - El Regreso de los soldados
- "Al Layl wal Qandil" (1963) - La noche y el Candil
- "Biyya'el Khawatem" (1964) - El vendedor de Anillos
- "Ayyam Fakhreddine" (1966) - Los Días de Fajr Ed-Din (Emir libanés)
- "Hala wal Malik" (1967) - Hala y el Rey
- "Ash-Shakhs" (1968-1969) - La Persona
- "Jibal As Sawwan" (1969) - Montañas de Sawan
- "Ya'ich Ya'ich" (1970) - ¡Viva, viva!
- "Sah Ennawm" (1970-1971) - Buenos Días
- "Nass min Wara'" (1971-1972) - Gente de Papel
- "Natourit al Mafatih" (1972) - La Guardiana de las Llaves
- "Al Mahatta" (1973) - La Estación
- "Qasidat al-hobb" (1973) - Poema de Amor
- "Loulou" - (1974) - Nombre árabe femenino, "Perla"
- "Mais el Reem" (1975) - Nombre de una aldea ficticia
- "Petra" - (1977-1978) - Petra (ciudad de Jordania)

## Discografía
Fairuz posee un amplio repertorio de alrededor de 1500 canciones, ha vendido millones de discos en todo el mundo, y se le han otorgados prestigiosos premios y títulos a través de los años.
Alrededor de 85 CD, vinilos y casetes se han publicado oficialmente hasta la fecha. La mayoría de las canciones que aparecen en estos álbumes fueron compuestas por los hermanos Rahbani. También se incluyeron canciones de Philemon Wehbe, Ziad Rahbani, Zaki Nassif, Mohammad Abdel Wahab, Najib Hankash y Mohamed Mohsen.
Fairuz también cuenta con innumerables obras inéditas. La mayoría de ellas se remontan a finales de los años 1940, 1950 y principios de 1960 (algunas canciones inéditas, la más antiguas, fueron compuestas por Halim el Roumi). También Fairuz cuenta con un álbum compuesto por el músico egipcio Riad Al Sunbati (quien ha trabajado con Umm Kalzum y Farid al-Atrash). Además se estima que hay 15 canciones inéditas compuestas por Philemon Wehbe.
Fairuz además de cantar canciones cuyas letras eran autoría de
los Hermanos Rahbani y de su hijo Ziad, cantó canciones de los
siguientes escritores y/o poetas árabes:
Gibran Jalil Gibran; Yuzef Harb; Zaki Nassif; Michel Tarad; Said Akel; Sayed Darwich; Rafic Khoury; Nizar Qabbani; Abdallah Ghanem; Al-Akhtal As-Saghir; Talal Haidar; Ahmad Shawqi; Ahmad Abd Al-Maghid; Asa'ad Saba; Badia Khairi; Elia Abu Madi; Mohammed Suleyman al-Ahmad; Mikha'il Na'ima; Najeeb Allayyan; Qublan Mekarzel; Rashid Nakhle; Rushdi Al-Maa'louf; Shafiq Jadayel; Omar Abu Riche; etc.
Varias de sus canciones pertenecen a poetas árabes ancestrales como:
Antar Bin Sheddad; Yamil Buzaina; Abu Nuwas; Qays Ibn Al-Mulawwah; As-Samma Al-Qushayri; Sadr Ad-Din Ibn Al-Wakil; Ibn Yubair; Jarir ibn Atiyah; Ibn al-Jatib; Al-Mutanabbi; Amr Bin Rabia'; Ibn Sinna Al-Mulk; Ibn Zuhr.

### Género de sus canciones
- Música árabe folklórica sirio-libanesa o Dabke[44]
- Música árabe clásica
- Música árabe sinfónica
- Cantos patrióticos
- Poesías clásicas árabes
- Musicales u operetas
- Muwashahat (moaxajas) y jarchas (música medieval andalusí)[45]
- Música sacra: Cantos de Pascua,[46] Navideños,[19] Villancicos, etc.
- Marchas
- Clásicos: Ópera Santa Lucía,[47] Sinfonía 40 de Mozart,[48] Póliushko pole,[47] etc.
- Tangos, Bambas, Jazz, etc.

### Idiomas aparte del árabe
- Siríaco (in Christmas Concert[49][50])
- Latín (Adeste Fideles[51])
- Griego (Paschal troparion,[52] Agni Parthene[53])
- Inglés (Joy to the world,[54] We Wish you a Merry Christmas,[55] Villancico de Coventry)

## Televisión y Películas

### Películas
Protagonizó tres películas, que se volvieron famosas en Líbano y el Medio Oriente. Los productores de la primera fueron los Hermanos Rahbany y Youssef Chahine. Las dos últimas fueron producidas por el egipcio Henry Barakat y los hermanos Rahbani.
- "Biyaa El Khawatem" - (El vendedor de Anillos - 1965)
- "Safar Barlek" - (El Exilio - 1967)
- "Bint El Haress" - (La Hija del Guardia - 1968)

### Programas de Televisión
- Al Iswara
- Day'it El Aghani
- Layali As'Saad
- Al Quds fil Bal
- Dafater El Layl
- Maa Al Hikayat
- Sahret Hobb
- Qasidat Hobb

## Su Estilo y Reconocimiento

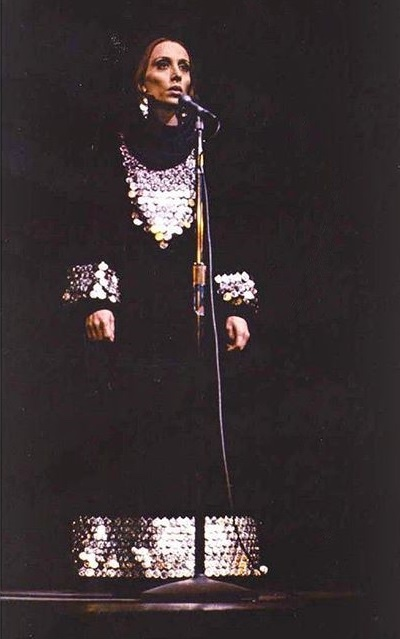
Fairuz en su primera gira por Estados Unidos, 1971.

Es difícil encontrar una analogía de Fairuz con otros cantantes,
ya que su estilo innovador, que va desde las tradicionales canciones
poéticas árabes a capela y de estilo ornamental,
hasta una forma muy refinada de la mezcla de ritmos orientales
y occidentales, resulta demasiado atípico para compararla con
otros artistas.
Su uso muy selectivo de los gestos en el escenario la distinguen al lado de cualquier otro cantante, cuando canta, Fairuz está erguida, su mirada con una frialdad impasible, casi severa a veces, como si estuviera ahorrando hasta la última gota de emoción, para que toda la expresión salga a través de su voz. Inspirada por un estilo sumamente digno e íntegro, jamás habla a su público, pero como respuesta a los aplausos al final de cada una de sus canciones, se inclina ante su público en un gesto de reverencia. Tampoco es usual que conceda alguna entrevista, y en los últimos 30 años nunca ha aparecido en programas de televisión.
Durante el año 1999 fue elegida por la Cruz Roja como “Embajador Árabe” en el Quincuagésimo (50.º) Aniversario de los Convenios de Ginebra, donde cantó un extracto de la canción Al-Ardu Lakum (الأرض لكم, en árabe: La tierra es de ustedes), en lugar de pronunciar un discurso.
En marzo del año 2005, la revista “Arabian Business” de Dubái, declaró a Fairuz como uno de los 50 árabes más poderosos (culturalmente) en diferentes campos, la revista se abstiene por lo general de incluir a políticos y gente de la realeza. Fairuz, en su estatus de leyenda, es el número 29 y una de las solo 7 mujeres de la lista. Y nuevamente durante el 2012, la misma revista reveló los nombres de "Las 100 Mújeres Árabes más Poderosas", donde esta vez Fairuz fue la número 13.

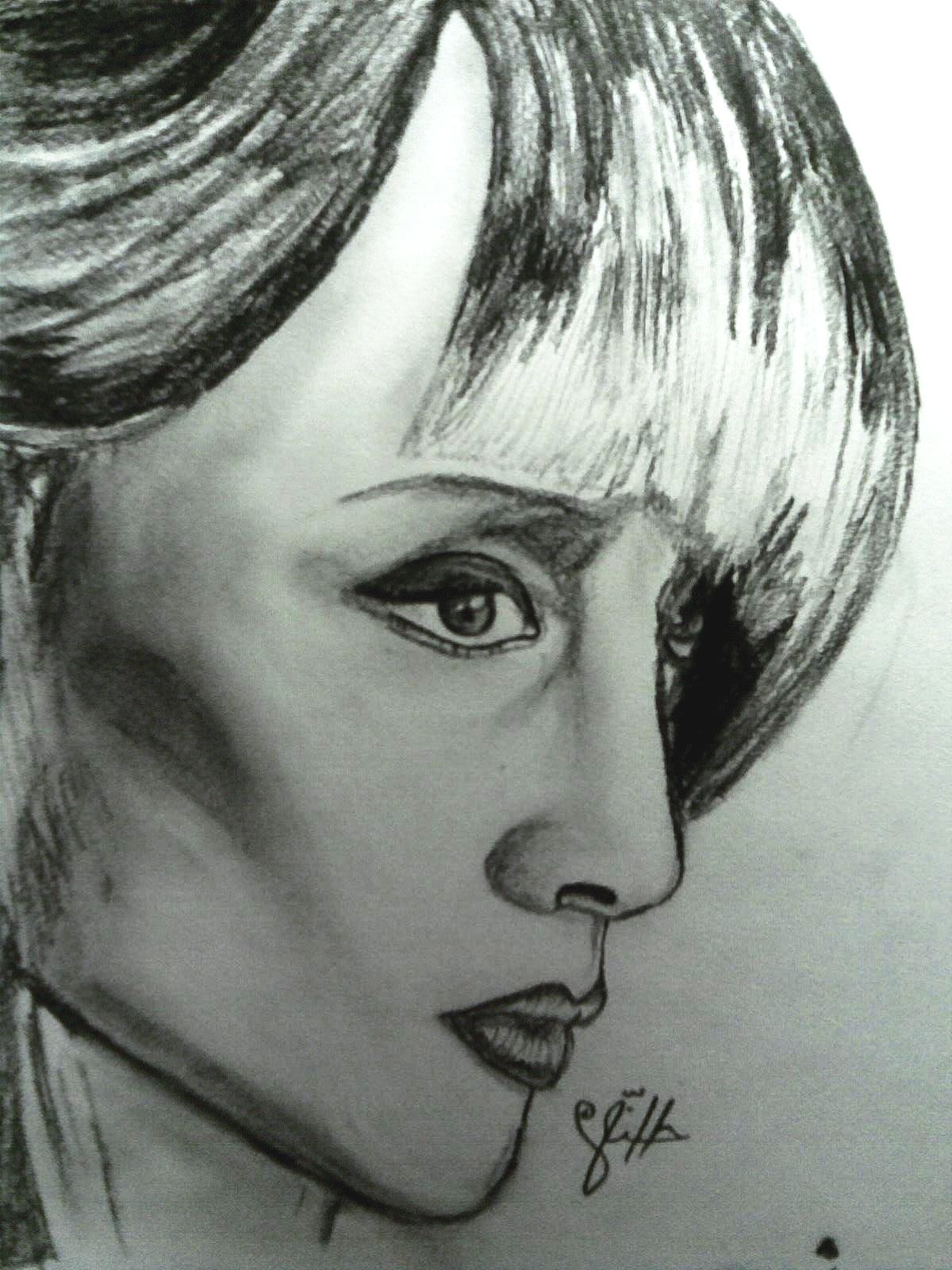
Pintura de Fairuz, por el artista Hanna Asfour

A lo largo de los años ha recibido elogios de todo el mundo, en especial de personajes intelectuales y célebres del Mundo Árabe, y más, ha recibido canciones como la del cantante egipcio Tamer Hosny que lleva su mismo nombre “Fairuz”. Aunque ya por los años 90 el cantante libanés Talea Hamdán, habría sido uno de los primeros en componer un Zéjel que la mencionaba más de cinco veces
.
El cantante libio Hamid El Shaeri también le dedicó un disco
completo llamado “Bhebbek ya Fairuz” que significa “Te amo Fairuz” haciendo clara alusión a una canción de Fairuz, llamada “Bhebbak ya Lebnan” (en español “Te amo Líbano”).
Y el cantante iraquí Majid Al-Mohandes también hizo mención
de Fairuz en una de sus canciones del disco “Oudhkurini”.
El cantautor griego Thanasis Papakonstantinou compuso una oda a Fairuz de título homónimo, una de cuyas interpretaciones más conocidas es la de la también cantante griega Melina Kaná.
Durante el 2012, un nuevo cantante le dedicó una canción, Rami Jalil, cantante jordano, la canción se llama "Fairuz bedna nsabahek bil-jair" (en español "Fairuz queremos amanecer contigo"), el título deriva de que es costumbre popular en los países como Siria y Líbano, escuchar a Fairuz especialmente por la mañana
.
El músico inglés Ron Goodwin, hizo reinterpretaciones musicales de varios de sus temas, uno en especial denominado "Return to Paradise" (Retorno al Paraíso), basado en el tema "Sanárŷiˁu yauman" (en árabe: سنرجع يوماً, "Volveremos algún día"), una canción cantada por Fairuz, y compuesta por los Hermanos Rahbani, que hace alusión al regreso de los palestinos a su tierra. Así como también muchas otras canciones de Fairuz, fueron reinterpretadas por este y otros músicos alrededor del mundo.
La canción Habaytak Bisayf, compuesta por los Hermanos Rahbani y cantada por Fairuz, fue adaptada al francés e interpretada por el cantante francés Jean François Michael como canción central de uno de sus discos de 1973, llamada "Coupable". Mucho tiempo se pensó que la canción era originalmente francesa, desconociendo su verdadero origen árabe.
En 2015 el sitio virtual "Al Bawaba", con sede en Amán, Jordania, fundado en el año 2000 y considerado uno de los sitios web más antiguos de Medio Oriente escribía en uno de sus artículos: 

"La icónica Fairuz sigue siendo la cantante árabe más escuchada. Durante décadas, casi todas las estaciones de radio en el Mundo Árabe han comenzado su emisión matutina con una canción de Fairuz y la tradición continúa incluso hasta hoy. Sus canciones se han convertido en una especie de refugio romántico en estos tiempos violentos; para elevarnos a un refugio seguro durante unos minutos antes de recibir la dosis diaria de malas noticias; para ayudarnos a mantener un equilibrio entre la esperanza y la desesperación ".

El día 21 de noviembre, la fecha de su nacimiento, del año 2016, el periódico "The national" de los Emiratos Árabes Unidos lanzaba un artículo titulado: "Ocho razones por las cuales Fairuz es la mejor diva árabe de todos los tiempos".
El 6 de diciembre de 2017, tras la declaración de Donald Trump de nombrar a Jerusalén como capital de Israel, muchos medios de televisión del mundo árabe como la cadena Al-Jazeera, personajes de todas los ámbitos, como las cantantes Elissa, Cyrine Abdelnour, periodistas, políticos, así como usuarios de YouTube respondieron con la canción de Fairuz "Ya Zahrat Al-Mada'in" ("Flor de las ciudades"), dedicada a Jerusalén, donde se repite numerosas veces la estrofa Alqudsu lana (Jerusalén es nuestra), compuesta su música y letra por los Hermanos Rahbani.
Durante julio de 2018, la revista Forbes publicó una lista titulada "Las estrellas árabes en el escenario global", pero no asignó ningún número a Fairuz y la colocó a la cabeza con el título de "Grande por siempre".

## Distinciones y premios
Fairuz tiene la llave de casi todas las ciudades donde se ha presentado, como un gesto simbólico de agradecimiento y reconocimiento.
Incluso recibió La llave de La Ciudad Santa, aunque nunca cantó en Jerusalén. Pero dedicó a esta ciudad un álbum entero "Alquds fi al-bal" (Jerusalén en mi corazón) y otro gran número de canciones.
- :1957- Medalla de Caballero de Honor, otorgada por el presidente libanés Camille Chamoun.

- :1962- Orden del Mérito, otorgada por el presidente libanés Fouad Chehab.

- :1963- Medalla de Honor y Orden del Renacimiento, otorgada por el Rey Hussein I de Jordania.

- :1963- Orden de los Cedros, otorgado por el presidente libanés Fouad Chehab.

- :1967- Orden de Mérito de Primera Clase, otorgada por el presidente sirio Nureddin al-Atassi.

- :1968- La llave de la Ciudad Santa, Jerusalén, expedido por el Comité de Cultura.[81]

- :1969- Sello de Honor, otorgado por la República Árabe Siria.[82]

- :1969- Sello conmemorativo del Líbano, expedido por el Gobierno libanés.

- :1970- Legión de Honor, otorgada por el presidente libanés Suleiman Frangieh.

- :1975- Medalla de Oro de Honor, otorgada por el Rey Hussein de Jordania.

- :1988- Comendadora de Artes y Letras, otorgado por el presidente francés François Mitterrand.[83]

- :1997- Máxima distinción artística, otorgado por el presidente de Túnez Zine El Abidine Ben Ali.[9]

- :1997- Premio Jerusalén, otorgado por la Comisión de Cultura y Artes de Jerusalén.

- :1998- Caballero de la Legión de Honor, otorgada por el presidente francés Jacques Chirac.

- :1998- Más alta distinción, otorgada por el Rey Hussein de Jordania.

- :1999- La llave de la ciudad de Las Vegas, entregada por el alcalde Jan Laverty Jones.

- :2005- Doctor honoris causa de la Universidad Americana de Beirut.[84]

- :2020- Orden Nacional de la Legión de Honor, en el grado de Comandante, otorgada por el presidente francés Emmanuel Macron.[85][86]

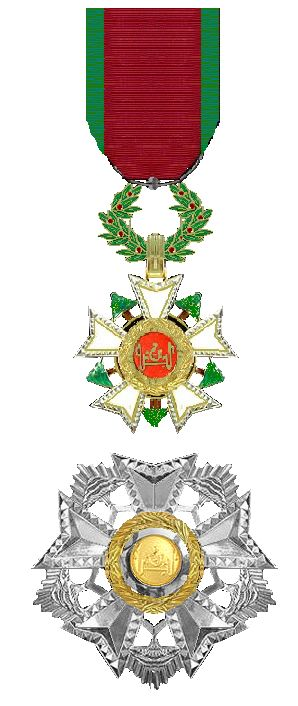
Orden Nacional de los Cedros. (Líbano)
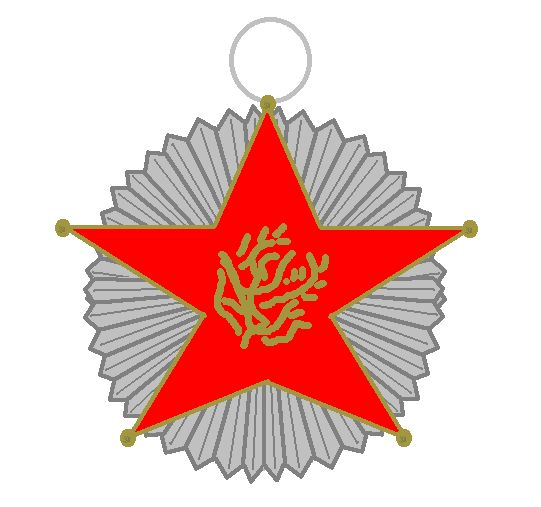
Orden de mérito. (Líbano)
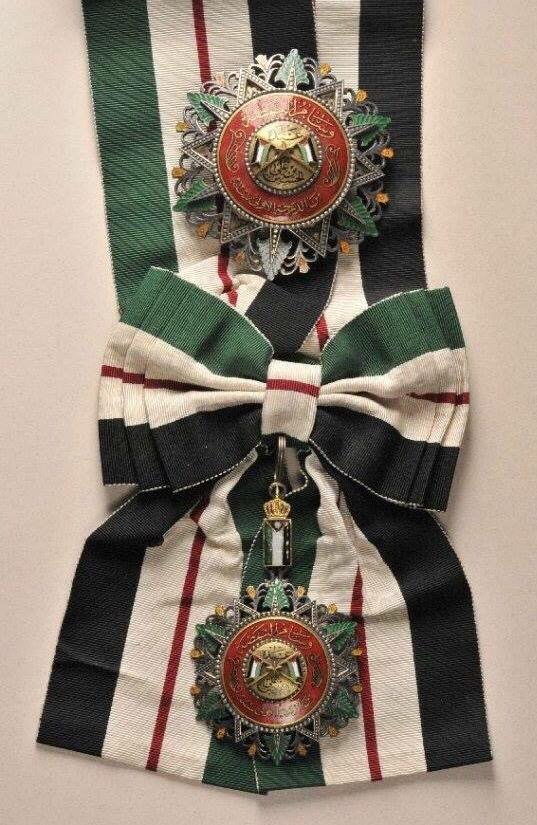
Orden del Renacimiento. (Jordania)
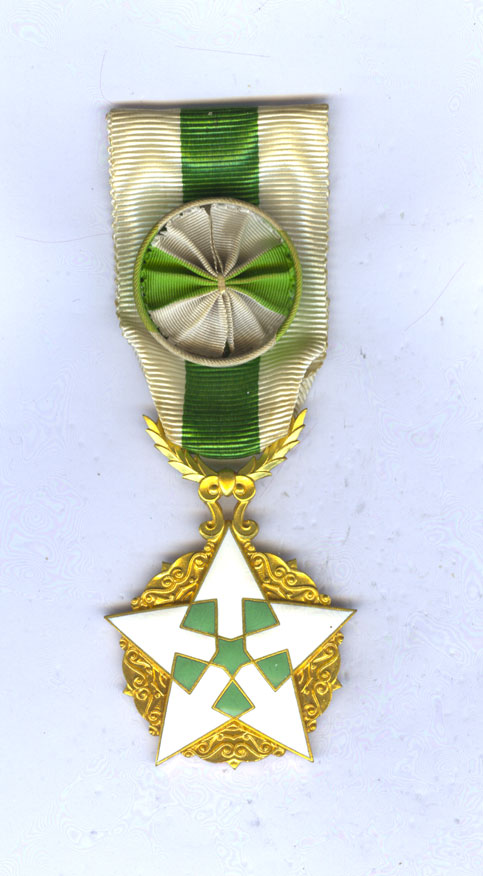
Orden de Mérito de Primera Clase. (Siria)
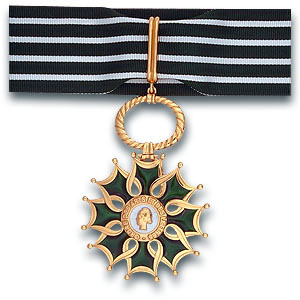
Comendador de Artes y Letras. (Francia)
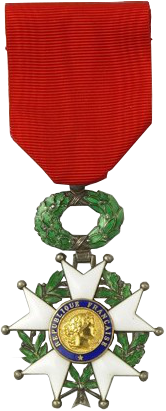
Caballero de la Legión de Honor. (Francia)
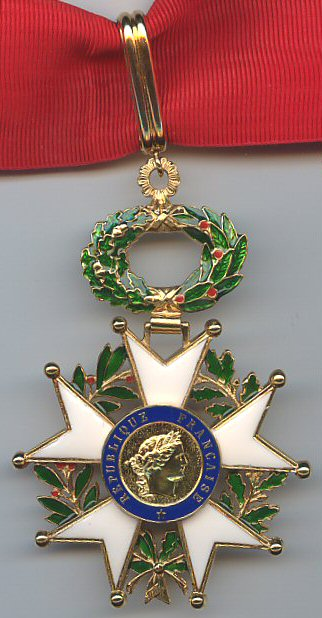
Comandante de la Legión de Honor. (Francia)